# Katarzyna (księżna Walii)
Katarzyna, księżna Walii (ang. Catherine, Princess of Wales; ur. 9 stycznia 1982 w Reading jako Catherine Elizabeth Middleton) – członkini brytyjskiej rodziny królewskiej, żona Wilhelma, księcia Walii, następcy brytyjskiego tronu. Księżna Walii od 9 września 2022. Matka Jerzego, Karoliny i Ludwika, którzy zajmują kolejno: drugie, trzecie i czwarte miejsce w linii sukcesji do brytyjskiego tronu.

## Rodzina i edukacja
Urodziła się 9 stycznia 1982 w szpitalu Royal Berkshire w Reading w hrabstwie Berkshire. Jest najstarszą z trójki dzieci Carole Middleton z domu Goldsmith (ur. 1955) i Michaela Francisa Middletona (ur. 1949). Rodzice Middleton poznali się w pracy w sektorze usług lotniczych: matka była stewardesą, a ojciec – dyspozytorem lotów w British Airways; w czerwcu 1980 się pobrali, a w 1987 założyli „Party Pieces”, prywatną spółkę z obrotami ok. 30 mln funtów. Przodkowie Katarzyny wywodzili się głównie z klasy robotniczej i średniej. Ma dwoje młodszego rodzeństwa: siostrę Philippę (ur. 6 września 1983) i brata Jamesa Williama (ur. 15 kwietnia 1987). Została ochrzczona 20 czerwca 1982 w kościele Świętego Andrzeja w Bradfield.
Kiedy miała dwa lata, zamieszkała z rodziną w Jordanii, gdzie jej ojciec objął wyższe stanowisko kierownicze jako dyspozytor w British Airways na lotnisku im. królowej Alii w Ammanie. Mieszkając w Jordanii, uczęszczała do wielokulturowego przedszkola, w którym nauczyła się podstaw języka arabskiego. We wrześniu 1986, po dwóch latach emigracji, wróciła z rodziną do domu przy Cock Lane w Bradfield Southend w dystrykcie West Berkshire. Uczęszczała do prywatnej szkoły podstawowej z internatem St. Andrew’s w Pangbourne, którą ukończyła w lipcu 1995. W okresie szkolnym trenowała balet klasyczny i stepowanie oraz grała w zespole flecistek Tootie-Flooties i śpiewała w chórze, z którym w 1994 otrzymała wyróżnienie w konkursie BBC na pieśń bożonarodzeniową. Ukończyła trzy klasy fortepianu i pięć klas teorii muzycznej. Występowała również w szkolnym teatrze, zagrała m.in. w spektaklach: Kopciuszek, My Fair Lady (w roli Elizy Doolittle), Dziadek do orzechów i Morderstwo w czerwonej stodole. Poza tym grała w tenisa, należała do szkolnej drużyny hokeja na trawie, była kapitanką drużyny netballowej i trenowała lekkoatletykę (w tej dziedzinie ustanowiła kilka rekordów szkolnych), a pod koniec nauki w szkole otrzymała puchar Leslie Cup za osiągnięcia sportowe. W 1990 dołączyła do ruchu skautowego w grupie Brownies dla harcerek w wieku od 7 do 10 lat..
W 1995 przeprowadziła się z rodziną do posiadłości w Chapel Row i podjęła naukę w prywatnej szkole żeńskiej z internatem Downe House, ale z uwagi na trudności z asymilacją po dwóch semestrach przeniosła się do prywatnej szkoły koedukacyjnej z internatem Marlborough College, którą ukończyła z wysoką średnią. Po maturze w lipcu 2000 rozpoczęła gap year, w którego ramach m.in. na wyjechała do Florencji, gdzie uczyła się języka włoskiego i historii sztuki włoskiej w British Institute w Palazzo dello Strozzino we Florencji, poza tym dołączyła do programu Raleigh International w Chile i pracowała jako sprzątaczka przy regatach jachtowych Round the World Challenge w cieśninie Solent.
We wrześniu 2001 rozpoczęła studia na Wydziale Historii Sztuki Uniwersytetu w St Andrews w Fife, które ukończyła w 2005, uzyskując tytuł magistra sztuk pięknych wyższej drugiej klasy z historii sztuki. W trakcie wakacji dorabiała, pracując jako barmanka oraz hostessa i ekspedientka w sklepie z odzieżą myśliwską. W 2001 została członkinią kobiecego klubu „Lumsden”, organizacji charytatywnej wspierającej działania na rzecz kobiet i dzieci oraz lokalną i zagraniczną sztukę. Podczas studiów otrzymała Gold Duke of Edinburgh Award. W marcu 2002 wzięła udział jako modelka w charytatywnym pokazie mody Don’t Walk w St Andrews. Po studiach pracowała w rodzinnej firmie „Party Pieces”, w której początkowo zajmowała się marketingiem i przygotowywaniem katalogów produktów, a po ukończeniu kursu projektowania stron internetowych zajmowała się również pracą nad wizerunkiem firmy w internecie. Później przez rok pracowała w firmie odzieżowej Jigsaw, w której zajmowała się m.in. wyszukiwaniem dodatków do ubrań i projektowaniem biżuterii.

## Relacje z księciem Wilhelmem
Przed poznaniem księcia Wilhelma była związana m.in. z Harrym Blakelockiem, Willemem Marksem i Rupertem Finchem. 

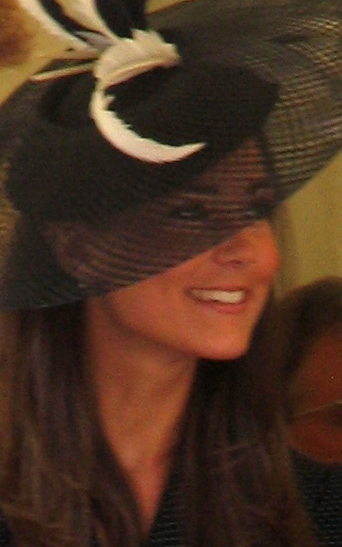
Katarzyna (2008)

W 2001 podczas studiów na Uniwersytecie St. Andrews zaprzyjaźniła się z księciem Wilhelmem, z którym znała się od czasów szkolnych. W 2003, po ponad roku przyjaźni, zostali parą, o czym prasa dowiedziała się w kwietniu 2004. We wrześniu 2003 zamieszkała z Wilhelmem w Balgove House, domu należącym do Henry’ego Cheape’a, dalekiego kuzyna księcia. Jako że często pojawiała się publicznie w towarzystwie pierworodnego syna bezpośredniego następcy brytyjskiego tronu, jej zdjęcia były wielokrotnie publikowane w prasie. Po raz pierwszy została sfotografowana razem z księciem w 2003 na meczu rugby, następnie towarzyszyła mu m.in. na przyjęciu z okazji 56. urodzin księcia Karola w 2004, na ślubie Laury i Harry’ego Lopesów w 2006, na gali bokserskiej Boodles Boxing Ball w 2006 i podczas uroczystego ukończenia szkoły wojskowej w Royal Military Academy w Sandhurst w 2006, poza tym spędzili wspólne wakacje w Kenii. W maju 2008 podczas ślubu Petera Phillipsa (kuzyna Wilhelma) i Autumn Kelly została przedstawiona królowej Elżbiecie II.
W 2007 rzecznik prasowy księcia Wilhelma wydał oświadczenie, w którym zaapelował w imieniu księcia o zaprzestanie prześladowania Katarzyny, jednocześnie potwierdzając relację łączącą parę. Niedługo później para się rozstała, ponieważ Wilhelm uznał, że nie jest w stanie zaangażować się w małżeństwo. Katarzyna po rozstaniu dołączyła do kobiecej drużyny wioślarskiej „Sisterhood”, z którą startowała w wyścigach charytatywnych, poza tym uczestniczyła w wydarzeniach kulturalnych, m.in. w premierze książki Simona Sebaga Montefiore „Młody Stalin” i imprezie promującej film Rabbit Fever. Po kilkumiesięcznym rozstaniu zeszła się z Wilhelmem i uczestniczyła z nim m.in. w koncercie ku pamięci księżnej Diany na stadionie Wembley w 2007, w przyjęciu z okazji 60. urodzin księżnej Kamili w 2007 i w ceremonii nadania księciu Orderu Podwiązki w 2008. W 2010 zamieszkali w Bodorgan.

### Zaręczyny i ślub
W październiku 2010 zaręczyli się podczas wycieczki do Kenii. Wilhelm podarował Katarzynie pierścionek zaręczynowy, który wcześniej należał do jego matki, księżnej Diany. Zaręczyny pary zostały ogłoszone przez Pałac Buckingham 16 listopada 2010, po czym narzeczeni wzięli udział w konferencji prasowej, udzielili telewizyjnego wywiadu redakcji ITV i wzięli udział w oficjalnej sesji zdjęciowej, na której sfotografował ich Mario Testino.
Przed ślubem przyjęła sakrament bierzmowania w pałacu Świętego Jakuba w Londynie. Również przed ślubem królowa Elżbieta II przyznała Wilhelmowi z okazji ślubu tytuły księcia Cambridge, hrabiego Strathearn i barona Carrickfergus, a Katarzyna wówczas została księżną Cambridge, hrabiną Strathearn i baronową Carrickfergus.

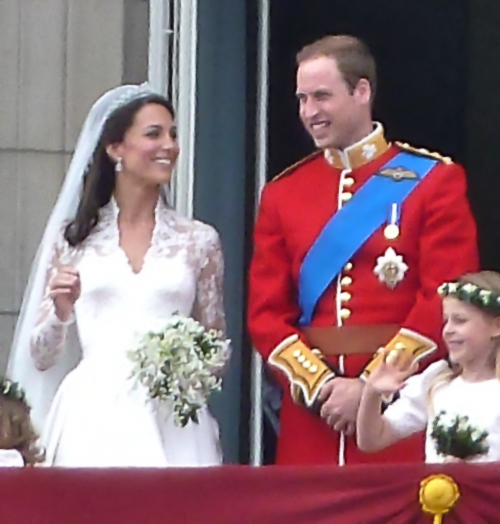
Katarzyna i Wilhelm na balkonie Pałacu Buckingham tuż po ślubie (2011)

29 kwietnia 2011 wyszła za Wilhelma w opactwie westminsterskim. Ślubu parze udzielił arcybiskup Canterbury, dr Rowan Williams. Małżonkowie nie podpisali intercyzy. Na ślub pary zostało zaproszonych 1900 gości, w uroczystości wzięli udział m.in. politycy: premier David Cameron, wicepremier Nick Clegg i burmistrz Londynu Boris Johnson oraz celebryci i sportowcy, m.in.: Elton John, Victoria i David Beckhamowie, Guy Ritchie, Rowan Atkinson, Joss Stone i Ian Thorpe. Dzień zaślubin pary był dniem wolnym od pracy w Wielkiej Brytanii. Telewizyjną i internetową relację z wydarzenia śledziły ok. 3 mld ludzi na świecie.
Nowożeńcy po ceremonii ślubnej udali się na uroczyste przyjęcie u królowej Elżbiety II i pojawili się wspólnie na balkonie pałacu Buckingham. Wcześniej wzięli udział w ślubnej sesji zdjęciowej, na której sfotografował ich Hugo Burnand. Po zakończeniu oficjalnej części wesela wzięli udział w uroczystej kolacji u księcia Karola, który – poza formalnym obiadem – zorganizował dla nowożeńców imprezę taneczną z udziałem przyjaciół i rodziny; na przyjęciu zaśpiewała Ellie Goulding, do której wykonania piosenki Eltona Johna „Your Song” nowożeńcy zatańczyli swój pierwszy taniec.

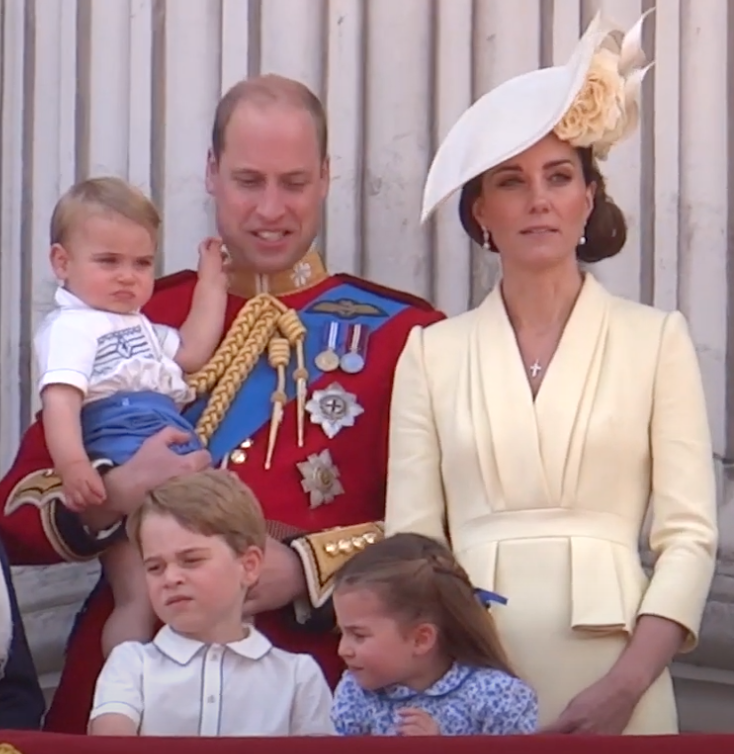
Wilhelm i Katarzyna z dziećmi (2019)

Katarzyna po ślubie pomieszkiwała z Wilhelmem w Nottingham Cottage (części kompleksu pałacu Kensington) i w rezydencji na wyspie Anglesey, gdzie książę pełnił obowiązki pilota helikoptera służby ratowniczo-poszukiwawczej. 10 maja 2011 nowożeńcy udali się w 10-dniową podróż poślubną na North Island (Seszele). Mają troje dzieci: Jerzego Aleksandra Ludwika (ur. 22 lipca 2013), Karolinę Elżbietę Dianę (ur. 2 maja 2015) i Ludwika Artura Karola (ur. 23 kwietnia 2018).
Jesienią 2013 zamieszkała z mężem i synem w apartamencie 1A w pałacu Kensington, który wcześniej został gruntowanie wyremontowany; prace wykończeniowe trwały dwa lata i miały kosztować ponad milion funtów. Po narodzinach drugiego dziecka we wrześniu 2015 para zmieniła swoją główną rezydencję na wyremontowany za 1,5 mln funtów dom Anmer Hall w Norfolk, który po przeprowadzce do czteropokojowego Adelaide Cottage w Windsor (Berkshire) traktuje jako swoją bazę wakacyjną.

## Obowiązki księżnej

### Publiczne wystąpienia

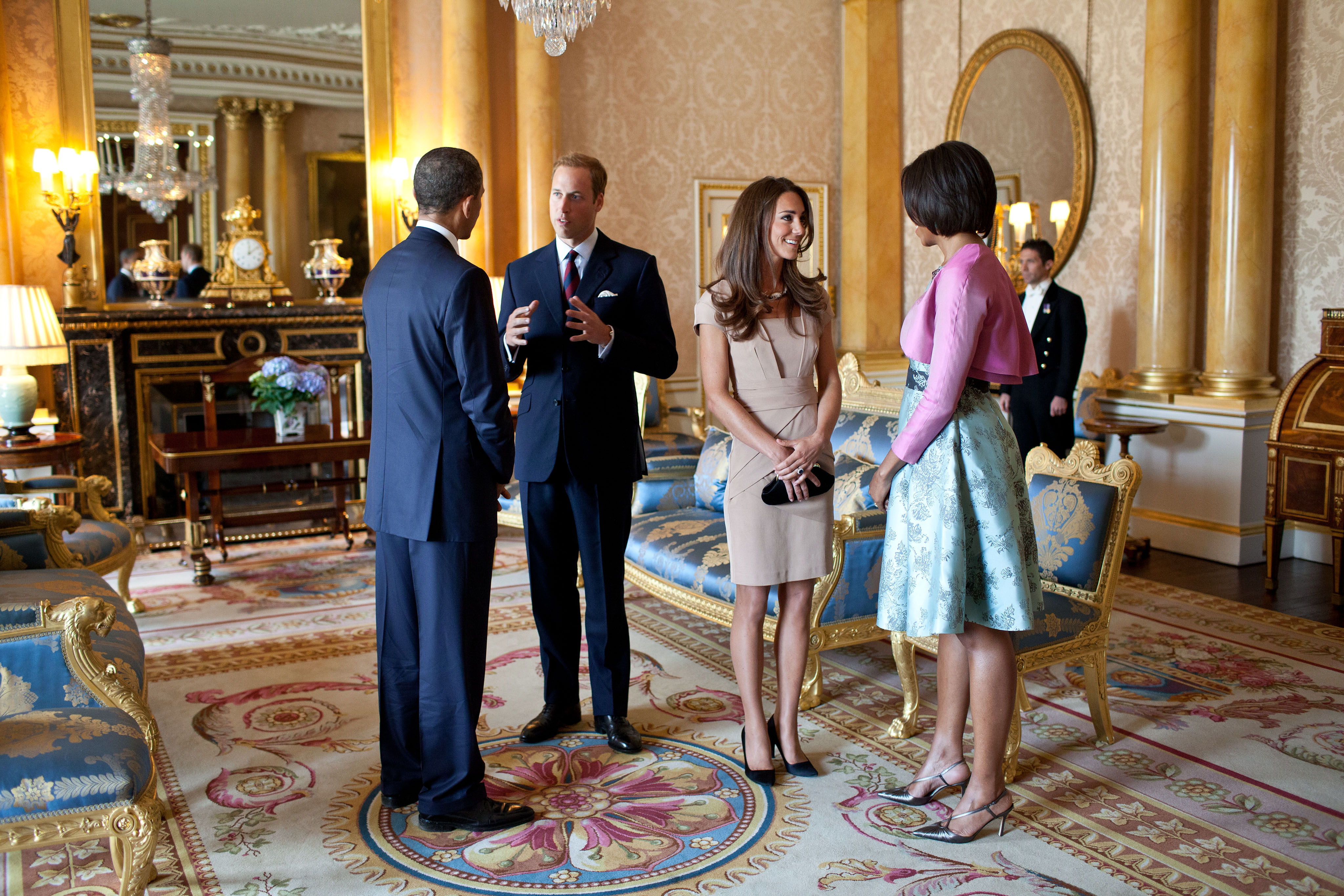
Barack Obama, Wilhelm, Katarzyna i Michelle Obama (2011)

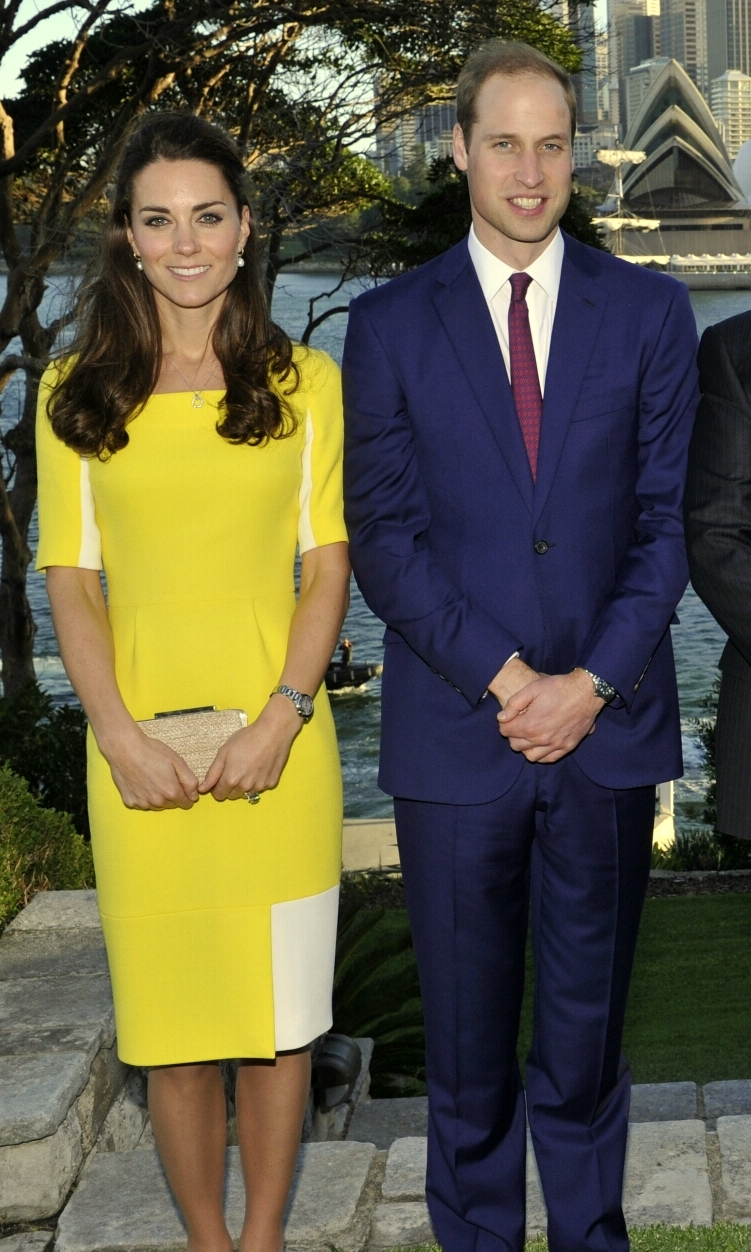
Katarzyna i Wilhelm w Sydney (2014)

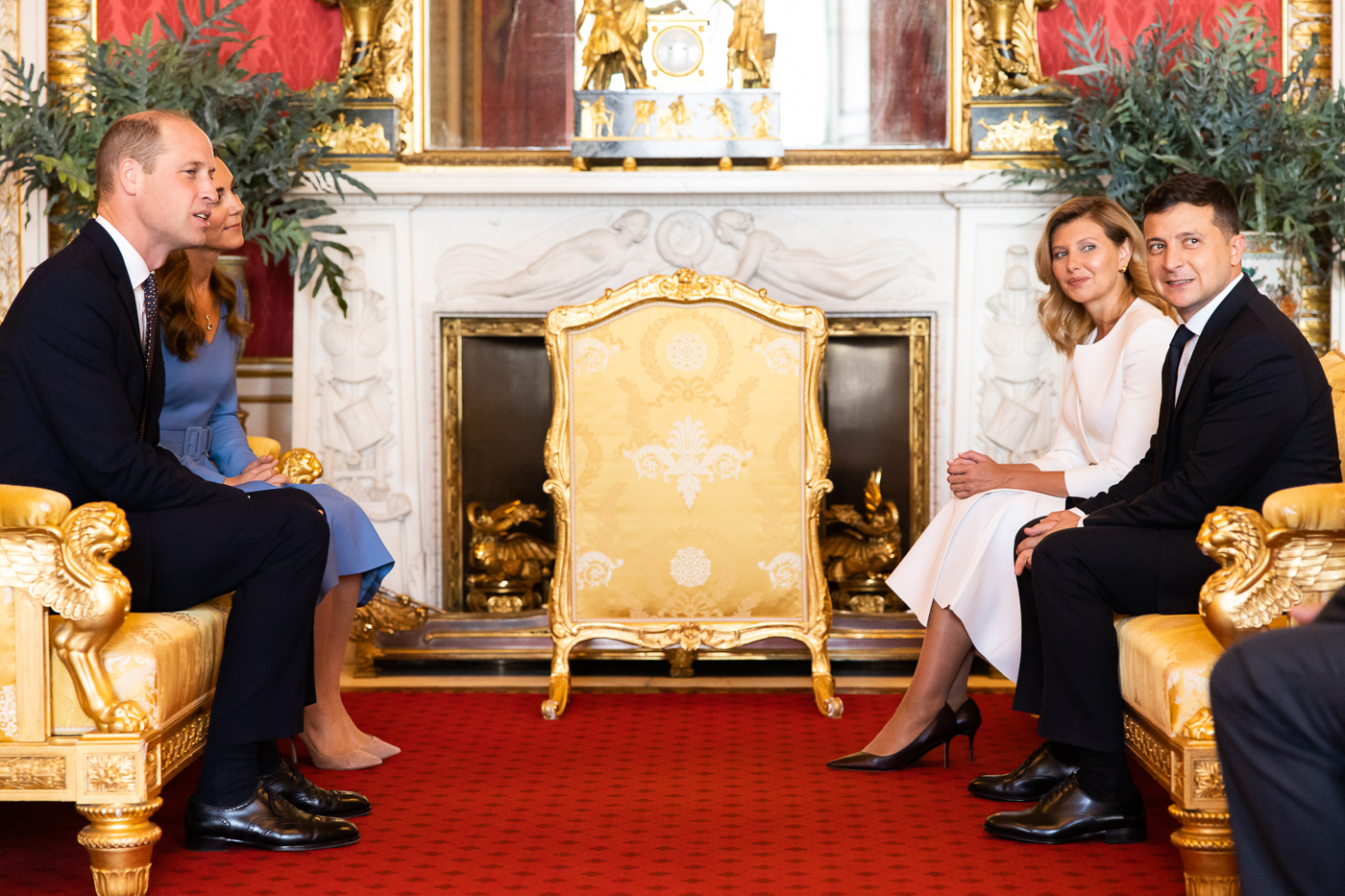
Wilhelm i Katarzyna oraz Ołena i Wołodymyr Zełenscy (2020)

24 lutego 2011 po raz pierwszy pojawiła się publicznie jako narzeczona księcia podczas ceremonii nadania imienia łodzi ratunkowej „The Hereford Endeavour” na promenadzie Trearddur Bay w Anglesey. Następnie razem z Wilhelmem odwiedziła m.in. Uniwersytet St. Andrews i wzięła udział w spotkaniu fundacji Teenage Cancer Trust w Norfolk. 24 maja 2011 po raz pierwszy po ślubie wystąpiła publicznie podczas spotkania z prezydentem Stanów Zjednoczonych, Barackiem Obamą i jego żoną Michelle. 9 czerwca tego samego roku razem z Wilhelmem po raz pierwszy jako małżonkowie wzięli udział w publicznym wydarzeniu, uczestnicząc w gali charytatywnej na rzecz organizacji Absolute Return for Kids w Londynie. Pod koniec miesiąca odbyli pierwszą oficjalną podróż zagraniczną, udając się do Kanady, a w trakcie wizyty – trwającej od 30 czerwca do 8 lipca – m.in. odwiedzili Canadian Museum of Civilization w Ottawie, aby świętować Dzień Kanady. Następnie po raz pierwszy poleciała do Stanów Zjednoczonych, a podczas trzydniowej wizyty w Los Angeles razem z mężem m.in. spotkała się z brytyjskimi i amerykańskimi przedsiębiorcami, odwiedziła targi pracy dla weteranów wojskowych i wiele organizacji charytatywnych oraz uczestniczyła w BAFTA Brits to Watch Gala w Belasco Theatre. W marcu 2012 towarzyszyła królowej Elżbiecie II podczas spotkania z personelem wojskowym w Londynie i wizyty w Leicester. W tym samym miesiącu spotkała się z oficerami Pierwszego Batalionu Gwardii Irlandzkiej w Aldershot. Również w 2012 odbyła z mężem oficjalną podróż do Azji, podczas której odwiedzili Malezję, Wyspy Salomona i Tuvalu. W kwietniu 2014 razem z mężem Wilhelmem i synem Jerzym odwiedziła Nową Zelandię i Australię, a pod koniec tego samego roku odbyła z rodziną kolejną podróż do USA. W kwietniu 2016 odbyła z mężem siedmiodniową podróż po Indiach i Bhutanie. Jesienią tego samego roku z mężem i dziećmi odbyła drugą oficjalną wizytę w Kanadzie z okazji 150. rocznicy powstania tego państwa. 11 października tego samego roku udała się w swoją pierwszą samodzielną oficjalną wizytę zagraniczną do Holandii, podczas której m.in. spotkała się z królem Wilhelmem-Aleksandrem. W maju 2017 złożyła samodzielną wizytę w Luksemburgu oraz udała się z mężem i dziećmi do Polski i Niemiec. W 2018 odbyła z mężem oficjalną wizytę do Szwecji i Norwegii, a w 2019 – do Pakistanu. W marcu 2020, pierwszy raz po głosowaniu w sprawie brexitu, udała się z mężem w trzydniową podróż do Irlandii, gdzie m.in. spotkali się z prezydentem Michaelem D. Higginsem i jego żoną, Sabiną Higgins. W lutym 2022 złożyła samodzielną wizytę w Kopenhadze. W następnym miesiącu odbyła z mężem tygodniową podróż po Karaibach w związku z platynowym jubileuszem królowej Elżbiety II; przyjazd pary do Belize oraz na Jamajkę i Bahamy wywołał kontrowersje i liczne protesty mieszkańców domagających się od Wielkiej Brytanii reparacji za lata niewolnictwa. W listopadzie 2022 razem z mężem odbyła wizytę po USA, gdzie m.in. spotkali się z prezydentem Joe Bidenem i rozdali – ufundowane przez The Royal Foundation – Earthshot Prize, tj. granty w wysokości 1 mln funtów dla ekoinnowatorów pomagających znaleźć rozwiązania problemów środowiska.

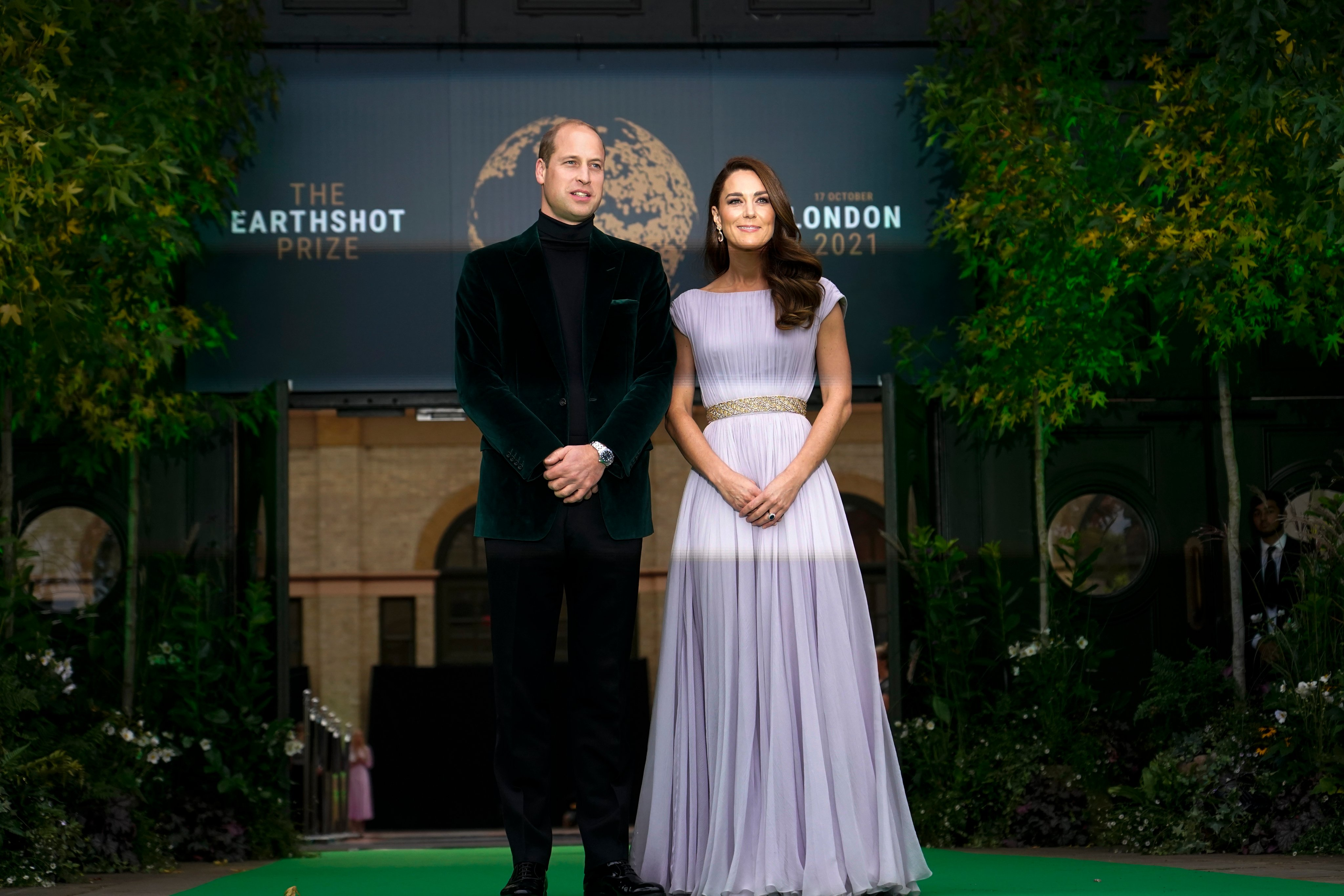
Wilhelm i Katarzyna na gali rozdania Earthshot Prize (2021)

27 października 2011 wygłosiła swoje pierwsze samodzielne przemówienie (w zastępstwie za księcia Karola) na spotkaniu z pracownikami organizacji In Kind Direct zajmującej się zbiórką nadwyżek żywności i rozdzielaniem jej między instytucje pomagające ludziom. 19 marca 2012 przemówiła na otwarciu oddziału dziecięcego w Wast Anglia’s Children’s Hospice w Ipswich. We wrześniu tego samego roku podczas wizyty w hospicjum w Malezji wygłosiła swoje pierwsze zagraniczne przemówienie, w którym podkreśliła kluczową rolę opieki paliatywnej w odmienianiu życia chorych dzieci oraz zapewniła o brytyjsko-malezyjskiej współpracy i wsparciu potrzebującym dzieciom i ich rodzinom. W marcu 2017 przemówiła w Royal College for Obstetricians. W listopadzie 2020 wygłosiła przemówienie o wpływie dzieciństwa na życie społeczne. W listopadzie 2022 na gali rozdania Earthshot Prize wygłosiła przemówienie o konieczności dbania o przyrodę i klimat. W styczniu 2023 podczas wizyty w siedzibie Brytyjskiej Akademii Sztuk Filmowych i Telewizyjnych w Londynie przemówiła na temat wpływu dzieciństwa na zdrowie psychiczne w późniejszych latach życia.
Uczestniczyła w dorocznej paradzie Trooping the Colour na cześć urodzin królowej Elżbiety II. W 2012 pojawiła się z mężem na uroczystości otwarcia i zamknięcia Igrzysk Olimpijskich oraz na uroczystości otwarcia Igrzysk Paraolimpijskich. W lipcu 2017 pojawiła się na zawodach tenisowych Wimbledon 2017. W 2021 uczestniczyła w londyńskiej premierze filmu Nie czas umierać. W grudniu tego samego roku wystąpiła podczas koncertu kolęd w Opactwo Westminsterskie, na którym wykonała utwór „For Those Who Can’t Be There”, przygrywając na fortepianie Tomowi Walkerowi. W 2023 wzięła udział w nagraniu występu zespołu Kalush Orchestra wyemitowanego w finale 67. Konkursu Piosenki Eurowizji w Liverpoolu.

### Działalność charytatywna
Jeszcze przed ślubem z księciem Wilhelmem udzielała się charytatywnie. W 2008 nawiązała współpracę z Starlight Children’s Foundation. W 2009 dołączyła do komitetu kierującego klubem dziecięcym Maggie & Rose, który zajmował się organizowaniem warsztatów plastycznych dla dzieci.

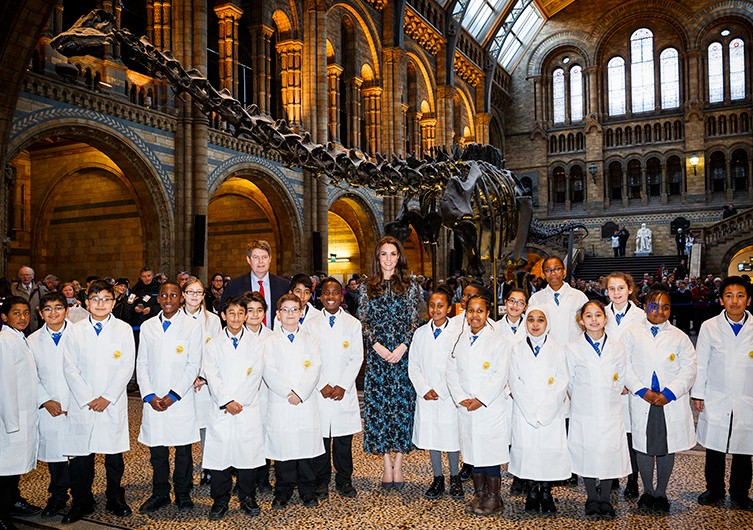
Katarzyna w Muzeum Historii Naturalnej (2015)

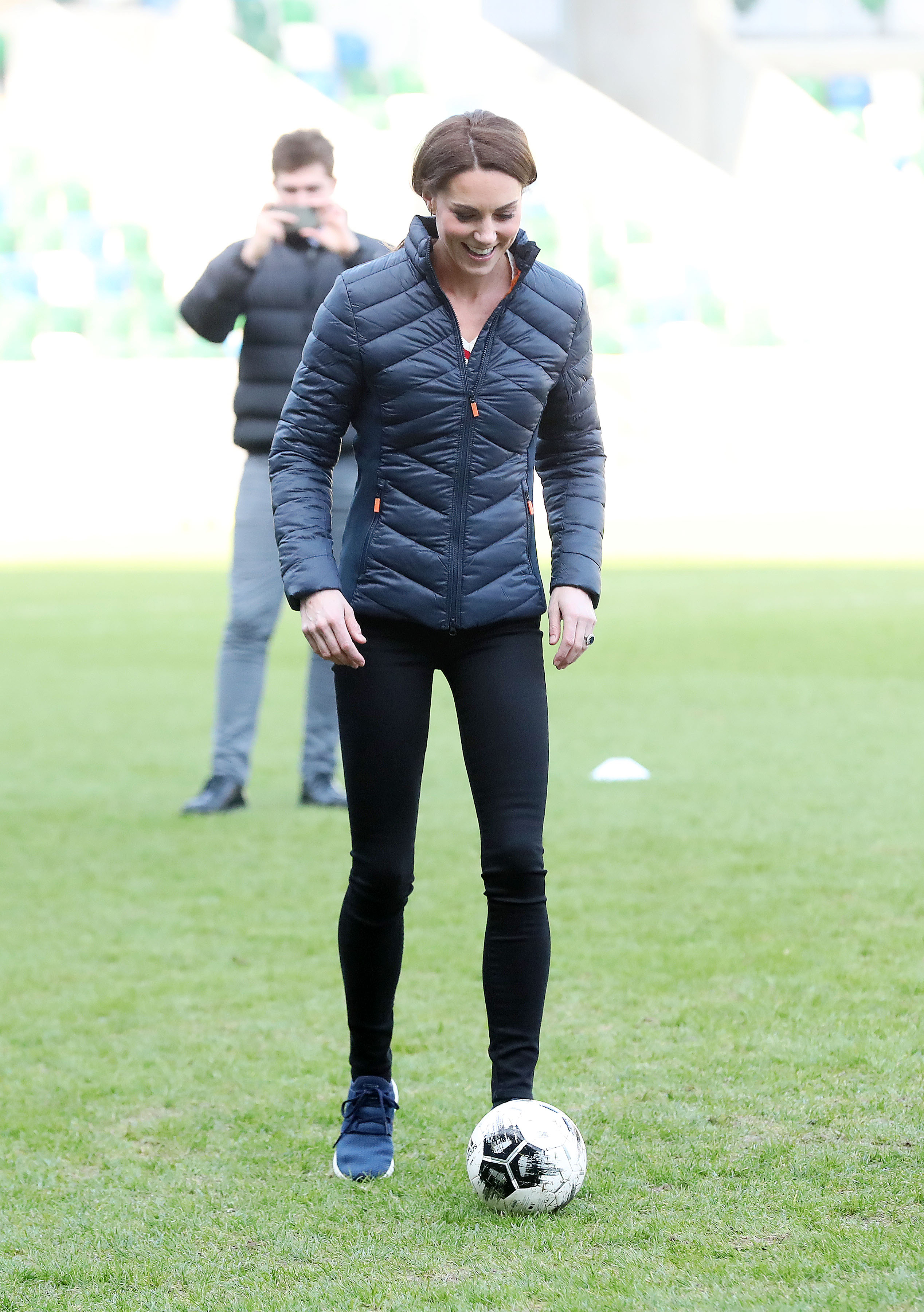
Katarzyna na Stadionie Narodowym w Belfaście (2019)

W marcu 2011 razem z Wilhelmem ogłosiła, że wszyscy, którzy chcą dać im prezent ślubny, mogą wesprzeć ich fundację. W październiku tego samego roku dołączyła do prac The Royal Foundation, fundacji założonej przez księcia Wilhelma i księcia Henryka w celu wspierania inicjatyw charytatywnych oraz promowania filantropii i pozytywnych zmian społecznych; fundusze organizacji wspomagają m.in. ochronę przyrody, środowisko, rozwój dzieci we wczesnym okresie życia, zdrowie psychiczne, służby ratunkowe i walkę z bezdomnością. W styczniu 2012 ogłosiła objęcie patronatu charytatywnego nad organizacjami: Art Room, Narodowej Galerii Portretów (ang. National Portrait Gallery), East Anglia’s Children’s Hospice (EACH; organizacją opiekującą się dziećmi i młodzieżą z chorobami zagrażającymi życiu), Action on Addiction/The Forward Trust (organizacją pracującą z osobami uzależnionymi od alkoholu i narkotyków), a także została wolontariuszką Stowarzyszenia Skautów (ang. The Scout Association). W późniejszym okresie objęła patronatem również: Muzeum Historii Naturalnej (ang. Natural History Museum; muzeum pogłębiające wiedzę o świecie przyrody), Place2Be (organizację zapewniającą wczesne wsparcie w zakresie zdrowia psychicznego dzieci, młodzieży i rodzin) i SportsAid (organizację wspierającą początkujących sportowców), All England Lawn Tennis and Croquet Club (klub tenisowy), Barnando’s (organizację charytatywną dla dzieci), Save the Children UK (organizację skupiającą się na pomocy dzieciom na całym świecie), Narodowe Towarzystwo Zapobiegania Przemocy Wobec Dzieci (ang. The National Society for the Prevention of Cruelty to Children; NSPCC), Anna Freud Centre for Children and Families (organizację oferującą usługi dla dzieci, rodzin i szkół w dziedzinie zdrowia psychicznego), Maternal Mental Health Alliance, Muzeum Wiktorii i Alberta (ang. Victoria and Albert Museum; muzeum zajmującego się promowaniem projektowania), Królewskie Towarzystwo Fotograficzne (ang. The Royal Photographic Society; organizację zajmującą się promowaniem sztuki i nauki fotografii), The 1851 Trust (fundację wspierającą początkujących żeglarzy), Air Cadet Organisation (organizację lotniczą), Lawn Tennis Association (organizację tenisową), The Royal College of Obstetricians and Gunaecologists (szkołę kształtującą położne i ginekologów), Family Action (organizację pomagającą rodzinom w trudnej sytuacji), Foulding Museum (organizację charytatywną dla dzieci i publiczną galerię sztuki), Evelina London Children’s Hospital (szpital dla dzieci i młodzieży) oraz Rugby Football Union i Rugby Football League. W 2020 uruchomiła organizację Royal Foundation Centre for Early Childhood wspierającą badania o znaczeniu wczesnego dzieciństwa w życiu człowieka.
W 2011 uczestniczyła z mężem w balu charytatywnym organizacji Absolute Return for Kids, która promuje zdrowie, edukację i ochronę praw dzieci na świecie. 2 listopada tego samego roku podczas pobytu w Kopenhadze odwiedziła z mężem Centrum UNICEF Supply Division, organizację dostarczającą żywność dla niedożywionych dzieci w Afryce. W 2017 razem z mężem i szwagrem rozpoczęła kampanię na rzecz zdrowia psychicznego „Heads Together”. W 2018 poparła projekt Nursing Now Challenge mający na celu promowanie zawodu pielęgniarki. W ramach działań fundacji The Royal Foundation Centre of Early Childhood m.in. przeprowadziła ankietę o dzieciństwie Brytyjczyków „5 Big Questions on the Under Fives” w 2020 i uruchomiła program społeczny „Shaping Up” w 2023.
Z racji przynależności do rodziny królewskiej unika angażowania się w sprawy polityczne. 13 marca 2021, dołączywszy w parku Clapham Common do czuwania na cześć Sarah Everard, która brutalnie zamordowanej przez policjanta Wayne’a Couzensa, naruszyła nie tylko zasady dworu królewskiego, ale też przepisy dotyczące lockdownu spowodowanego pandemią COVID-19.

### Obecność w mediach i wizerunek
Uwagę prasy zwraca wygląd Katarzyny podczas jej wystąpień publicznych, m.in. garderoba i fryzura księżnej. Ocenie mediów poddawane jest także zachowanie księżnej, na którego podstawie określana jest jako spokojna, opanowana, rozsądna i pozostająca w cieniu męża, choć czasem także nudna oraz pozbawiona osobowości i charakteru.

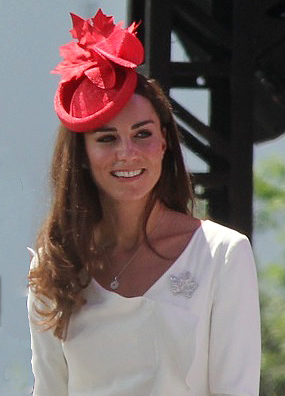
Katarzyna na uroczystościach w Ottawie (2011)

W kontekście mody jest źródłem tzw. efektu Kate, który opisuje jej ekonomiczny wpływ na brytyjski przemysł modowy, szacowany na 1 mld funtów rocznego wpływu gospodarczego. Stała się inspiracją do stworzenia strony internetowej „Kate Middleton’s Style Blog”, którego autorka – Carly Whitewood – wskazała, że księżna preferuje ubrania głównie w odcieniach czerwieni, bieli i błękitu.
We wrześniu 2012 we francuskim czasopiśmie „Closer” zostały opublikowane zdjęcia Katarzyny opalającej się topless, co spotkało się z ostrą reakcją Wilhelma, który potępił redakcję za „groteskowe pogwałcenie prywatności” i doprowadził do wszczęcia postępowania sądowego przeciwko wydawcy gazety; sąd uznał redakcję „Closer” i paparazzi za winnych oraz przyznał parze 100 tys. euro z tytułu odszkodowania i odsetek. Roznegliżowane zdjęcia Katarzyny, zrobione przez fotografkę Valerie Suau na terenie rezydencji Chateau d’Auret, zostały następnie opublikowane także w brytyjskim tabloidzie „Daily Star” i włoskim czasopiśmie „Chi”
Napisała przedmowę do książki Hollie Jeffers, Alison Bairsto i Jill Black Living in the Slipstream (2014) o życiu żon pilotów Royal Air Forces i książki Puzzles for Spies z łamigłówkami dla dzieci. Wystąpiła w filmie dokumentalnym Our Queen at Ninety (2016) zrealizowanym przez ITV z okazji 90. urodzin królowej Elżbiety II. Została bohaterką filmu dokumentalnego Catherine: Our Queen in Waiting (2021). Pojawiła się gościnnie w jednym z odcinków programu Bedtime Stories (2022) w CBeebies. Udzieliła wywiadu w podcastach: Happy Mum, Happy Baby (2020) i The Good, The Bad & The Rugby (2023).
W 2013 została umieszczona na liście 100 najbardziej wpływowych osób roku według redakcji czasopisma „Time”. W 2016 okładkowa sesja zdjęciowa z jej udziałem została opublikowana w czerwcowym numerze brytyjskiego wydania „Vogue” z okazji 100. rocznicy powstania czasopisma.
Została sportretowana w serialu komediowym The Windsors; w jej rolę wcieliła się Louise Ford.
Pasjonuje się fotografią, projektowaniem, tekstyliami i sztukami wizualnymi. Wykonuje swoim dzieciom oficjalne zdjęcia portretowe, które publikowane są w dniu ich urodzin.
Razem z mężem udziela się w mediach społecznościowych, takich jak Instagram czy YouTube, na którym publikowane są materiały związane m.in. z działalnością publiczną pary. W marcu 2024 wywołała kontrowersje w międzynarodowej prasie poprzez publikację fotografii – wykonanej przez księcia Wilhelma – ze swoimi dziećmi, którą uprzednio edytowała za pomocą programu graficznego, przez co część agencji prasowych odmówiła jego dystrybucji. W wydanym następnego dnia oświadczeniu przeprosiła za sprowokowanie zamieszania i wyjaśniła, że „podobnie jak wielu fotografówa-amatorów, od czasu do czasu eksperymentuje z montażem”.

## Zdrowie
Jako nastolatka przeszła operację usunięcia guza, po której pozostała jej siedmiocentrymetrowa blizna po lewej stronie głowy.
W styczniu 2024 Pałac Kensington ogłosił, że księżna Katarzyna przeszła planowaną operację jamy brzusznej z powodu nieujawnionego stanu zdrowia po tym, jak poprzedniego dnia została przyjęta do The London Clinic. Odłożyła wszystkie swoje publiczne zobowiązania i obowiązki do czasu po Wielkanocy tego roku. Późniejsze spekulacje na temat nieobecności i zdrowia księżnej Walii wywołały różne teorie spiskowe i przyciągnęły dużą uwagę mediów. 22 marca 2024 Katarzyna ogłosiła, że testy pooperacyjne wykryły raka i że rozpoczęła chemioterapię zapobiegawczą. 9 września tego samego roku poinformowała o zakończeniu chemioterapii, po czym dodała, że jej droga do pełni zdrowia jest jeszcze daleka.

## Herb Catherine Middleton
Tuż przed ślubem rodzina Middletonów otrzymała herb, na którym widnieją trzy symbolizujące trójkę rodzeństwa (Katarzynę, jej siostrę Philippę oraz brata Jamesa) żołędzie dębu, umieszczone dwa nad i trzeci pod złotą krokwią, która nawiązuje do panieńskiego nazwiska matki Kate (Goldsmith), a dwie przylegające do krokwi linie symbolizują wzgórza, które oddają zamiłowanie rodziny do górskich wędrówek i narciarstwa. W herbie dominują kolory czerwieni, błękitu i złota. Herb został zaprojektowany w College of Arms w Londynie.
Herbu może używać księżna Catherine (aktualnie w wersji wkomponowanej w herb rodziny królewskiej) i jej rodzeństwo. W przyszłości herbu będą mogli używać również potomkowie Jamesa (dziedziczenie po linii męskiej).

## Tytulatura
29 kwietnia 2011 po ślubie z księciem Wilhelmem stała się księżną Zjednoczonego Królestwa Wielkiej Brytanii i Irlandii Północnej i otrzymała tytuł Jej Królewskiej Wysokości Księżnej Cambridge (ang. Her Royal Highness The Duchess of Cambridge). 29 kwietnia 2011 królowa Elżbieta II przyznała jej tytuły księżnej Cambridge, hrabiny Strathearn i baronowej Carrickfergus. Po śmierci królowej Elżbiety II 8 września 2022 została księżną Kornwalii. Następnego dnia została księżną Walii.

## Odznaczenia
- Królewski Order Wiktoriański - 29 kwietnia 2019[152]
- Order Rodziny Królewskiej Królowej Elżbiety II – 2015[153]
- Order Rodziny Królewskiej Króla Karola III – 2025[154]
- Royal Companion Orderu Towarzyszy Honoru – 23 kwietnia 2024[155][156]
- Medal Diamentowego Jubileuszu Królowej Elżbiety II – 6 lutego 2012
- Order Zasługi Tuvalu – 1 października 2016, Tuvalu[157][158]
- Grand Officier Orderu Narodowego Zasługi – 2025, Francja[154]